# سرباز خوب (فیلم)
سرباز خوب (انگلیسی: The Good Soldier) یک تله‌فیلم درام بریتانیایی است که در سال ۱۹۸۱ منتشر شد. این فیلم بر پایهٔ رمان سرباز خوب اثر فورد مادوکس فورد ساخته شد.

## بازیگران
- رابین الیس
- جرمی برت
- پولین مورن
- جان راتزنبرگر
- راجر هموند